# Allting har förändrat sej
«Allting har förändrat sej» (со швед. — «всё изменилось») — песня шведской певицы Агнеты Фельтског.

## История
Будущая вокалистка группы ABBA на первом этапе своей сольной карьеры часто писала слова и музыку к своим песням сама, однако эту вещь написал тогдашний продюсер Агнеты, Карл-Герхард Лундквист (Little Gerhard).
В 1968 году песня была выпущена как сингл, стороной «Б» послужила композиция «Den jag väntat på». 22 сентября сингл вошёл в радиочарт Svensktoppen, где высшей позицией стала 2-я, а 1 октября — и в шведский чарт продаж (тогда общий для синглов и альбомов), где релиз достиг 7-й строчки. Кстати, «Allting har förändrat sej» стала, наряду с «Jag var så kär», единственной композицией Агнеты, вошедшей в чарт продаж до его разделения осенью 1975 года.

## Список композиций
7" сингл (Cupol CS 236)
1. «Allting har förändrat sej» — 3:10
2. «Den jag väntat på» — 2:24

## Чарты
| Чарт (1968)          | Высшая позиция |
| -------------------- | -------------- |
| Svensktoppen         | 2              |
| Шведский чарт продаж | 7              |